# Panay (Schiff)
Die USS Panay (PR-5) war ein Flusskanonenboot der United States Navy, das auf dem Jangtse in China eingesetzt wurde. Ihre Versenkung 1937 während des Panay-Vorfalls sorgte für schwere diplomatische Verwicklungen zwischen den Vereinigten Staaten und Japan.

## Geschichte
Die USS Panay wurde bei den Kiangnan Dockyard and Engineering Works in Shanghai, China, gebaut. Sie lief am 10. November 1927 als Patrol Gunboat, PG-45 vom Stapel, getauft von Mrs. Ellis S. Stone. Am 10. September 1928 wurde die Panay unter dem Kommando von Lt. Comdr. James Mackey Lewis bei der US-Marine in Dienst gestellt.
Als Teil der amerikanischen Jangtse-Patrouille war es die Hauptaufgabe des Schiffes, die Schifffahrt auf dem Jangtse vor Übergriffen durch Banden und Deserteure zu schützen. Teilweise wurde die Besatzung des Bootes als bewaffnete Wachen für amerikanische Schiffe, die den Fluss befuhren, eingeteilt. 1931 schrieb der Kommandant der Panay, Lt. Comdr. R. A. Dyer: „Firing on gunboats and merchant ships have [sic] become so routine that any vessel traversing the Yangtze River, sails with the expectation of being fired upon.“ (deutsch: „Es ist so zur Routine geworden, dass Kanonenboote und Handelsschiffe beschossen werden, dass jedes Schiff, das den Jangtse befährt, damit rechnet, beschossen zu werden.“) und „Fortunately, the Chinese appear to be rather poor marksmen and the ship has, so far, not sustained any casualties in these engagements.“ (deutsch: „Glücklicherweise scheinen die Chinesen eher schlechte Schützen zu sein, bisher gab es an Bord des Schiffes keine Verluste.“)
Als die japanische Armee im November 1937 Südchina eroberte, wurde das Botschaftspersonal der US-Botschaft in Nanjing von den US-Kanonenbooten in Sicherheit gebracht. Die Panay verblieb als letztes Schiff in Nanjing, um die verbleibenden US-Bürger aufnehmen zu können. Am 11. Dezember gingen die letzten Botschaftsangehörigen an Bord und die Panay fuhr flussaufwärts, um den Kämpfen um Nanjing zu entgehen. Sie wurde von drei Öltankern begleitet. Der Oberbefehlshaber der japanischen Marine wurde von der Fahrt der Panay unterrichtet.
Hauptartikel: Panay-Vorfall
Am 12. Dezember erhielten japanische  Marineflieger vom japanischen Heer den Befehl, alle Schiffe auf dem Jangtse oberhalb von Nanjing anzugreifen. Da die japanische Marine  von der Anwesenheit der Panay und der drei Tanker wusste, wurde vor Ausführung des Befehls um erneute Bestätigung gebeten. Um 13:27 Uhr begannen die Luftangriffe auf das Kanonenboot, bis es schließlich um 15:54 Uhr sank. Drei Besatzungsmitglieder wurden getötet, 43 Seeleute und fünf Zivilisten wurden bei dem Angriff verwundet.